# 族群認同理論

## 定義
個人對於某一族群的歸屬感，以及對於某一族群身分產生的想法、認知、感情等，族群認同通常具有主觀性與情感性的價值判斷及選擇。

## 四大理論

### 原生論 Primordialism（或稱根基論/根源論）
1. 狹義：來自根源性的情感聯繫，其凝聚方式多為既定的血緣、語言、風俗習慣、宗教等
2. 廣義：除上述四大要素之外，同一族群起源、共同文化、主觀認知等皆可做為族群認同的因素

### 工具論 Circumstantialism（或稱情境論）
1. 放棄根基論以自身血緣、語言、風俗習慣、宗教等作為族群認同的依據，可能根據政治、社會或經濟現象。此認同是可以視情況而定，非一成不變的。
2. 族群成員選擇自己認同的方式以適應當時的文化、社會條件
3. 族群認同是多變的，同樣的人在不同的時間、空間環境下，其身分是會流動、變化的

### 建構論 Constructionalism
1. 建構論重視民族認同中由武力征服所形成的結果。王甫昌 (2003) 所認為族群的定義是：「一群因為擁有共同的來源，或者是共同的祖先、共同的文化或語言，而自認為或者是被其他人認為，構成一個獨特社群的人群。」例如中國人自認或被認為是炎黃子孫，炎帝和黃帝成為中華民族之共同祖先。
2. 族群的重要觀點在於強調人群間的「共同來源」、「共同祖先」，做為區分「我群」與「他群」的標準
3. 社會學家韋伯（M. Weber）、人類學家潘乃德（Ruth Benedict）為著名代表

### 族群邊界論 Ethic Boundary
1. 受到社會變遷及族群互動日漸頻繁的影響，使得一些外顯的族群特質，如語言、文化、體質等逐漸模糊，故而發展出重視在異族社會互動中找到自我族群認同的理論
2. 美國人類學家弗雷德里克·巴特（Fredrik Barth）認為族群是由本身組成，在地理區域或社區中藉由不同族群互動所培育出的感情及凝聚力，主觀地產生「生命共同體」的族群認同。在多元族群的國家如美國、巴西等，同一社區中的不同族群長期互動、合作，培育出自我族群認同，超越原有的種族、體質及文化界限。